# Municipi de Kresna
El municipi de Kresna (búlgar: Община Кресна) és un municipi búlgar pertanyent a la província de Blagòevgrad, amb capital a la ciutat homònima. Es troba a l'oest de la província, i és fronterer amb Macedònia del Nord.
L'any 2011 tenia 5.441 habitants. Gairebé el 65% dels habitants del municipi viuen a la capital municipal, Kresna.

## Localitats
El municipi es compon de les següents localitats:
- Kresna (Кресна)
- Dolna Gradeshnitsa (Долна Градешница)
- Ezerets (Езерец)
- Gorna Breznitsa (Горна Брезница)
- Oshtava (Ощава)
- Slivnitsa (Сливница)
- Stara Kresna (Стара Кресна)
- Vlahi (Влахи)